# カリビアンスタッド
カリビアンスタッドポーカー (Caribbran Stud Porker) とは、トランプを使ったカジノゲームの一種である。ポーカーをモチーフとしてはいるが、通常のポーカーのように客同士が対抗するのではなく、客と胴元が対抗する。
元はカリブ海諸島域のカジノや遊覧船で行われていたゲームで、米国には1980年代の終わり頃に持ち込まれた。その際、サイドベットと言う、本来の賭けとは別の賭けを付加し、そこに従来のテーブルゲームには例が見られなかったプログレッシブジャックポットという一攫千金の要素を持たせたところ人気を博した。ゲーム内容に、展開によってはストレスを感じ易い部分があり、ラスベガスでは、1990年中頃からは、類似のゲーム性を持ち、その点に改良が見られる「レットイットライド」や「スリーカードポーカー」等後続のゲームに人気が移行している。
英国やヨーロッパでは、米国とは少々異なり、プログレッシブジャックポットが無いゲームが、「カジノ・ファイブカード・スタッド・ポーカー」の名で普及している。プログレッシブジャックポットのフィーチャーが付いているゲームは、一部の大手カジノチェーンで見られ、「カジノ・ジャックポット・ファイブカード・スタッド・ポーカー」と呼ばれている。これらを総称して「カジノ・スタッド・ポーカー」とも呼ばれている。

## ゲームの手順
1. プレイヤーは、テーブルの「ANTE」と描かれた部分に賭け金を置く。
2. プレイヤー全員が賭け終わると、ディーラーは、自分から見て左手のプレイヤーより順に、カードを5枚ずつ伏せて配り、最後に自分に5枚を配る。
3. ディーラーは、自分の5枚のうち最も上の一枚を表向きにしてプレイヤーに見せる。
4. プレイヤーは、自分のカードとディーラーの表向きになったカードを見て、勝ち目がありそうだと思ったら、テーブルの「RAISE」と描かれた部分に、「ANTE」に賭けた額の倍額の賭け金を置き、その隣に自分のカードを伏せて置く。勝ち目がないと思った場合は、自分のカードを伏せてテーブルの中ほどに捨て、ゲームを降りる（フォールド）。ゲームを降りると、その時点で負けとなり、「ANTE」への賭け金は没収される。
5. プレイヤー全員が、RAISEまたは降りる意思表示を終えると、ディーラーは自分のカード全てを表向きにして、自分の手をプレイヤーに見せる。
6. ディーラーは、降りずにゲームに残っているプレイヤーのカードを、自分から見て左手のプレイヤーより順に開き、自分のカードと比較して、勝敗の判定と配当を行っていく。

## ゲームの勝敗
ディーラーの手に、AとKが1枚ずつ含まれているか、もしくはワンペア以上の役ができている事を「クォリファイする」と言い、ディーラーはその場合に限りゲームに参加する。ディーラーの手がクォリファイしていない場合は、RAISEに賭けてプレイを続行しているプレイヤーの「ANTE」の賭け金に対し、1倍の配当を支払い、「RAISE」の賭けに対する配当は行わずにゲームを終了する。ディーラーがクォリファイした場合は、RAISEに賭けてプレイを続行しているプレイヤーの手と自分の手を比較し、プレイヤーが勝っていれば、「ANTE」の賭けに対する1倍の配当に加えて、「RAISE」の賭けに対して、プレイヤーの手のランクにより1倍から100倍の配当を支払う。逆にディーラーが勝っていれば、プレイヤーが賭けた「ANTE」「RAISE」共に没収する。このように、もしプレイヤーに高いランクの手ができていても、ディーラーの手がクォリファイしなければ、得られる配当はANTEへの1倍のみであるという部分に、このゲームにストレスを感じ易いとする原因がある。

## サイドベット
ゲームが始まる前に、予め所定の場所に一定額の賭け金を置いておくと、その回のゲームで一定以上の手役が完成した時に、ゲームの勝敗の如何にかかわらず、あるいはディーラーがクォリファイせずとも、プログレッシブを含むボーナス賞金を得ることができる。ボーナス賞金の設定はカジノによって若干の相違はあるが、ロイヤルフラッシュ（同スーツのA,K,Q,J,10）の場合はプログレッシブ・ジャックポットの100%、ストレートフラッシュの場合はプログレッシブ・ジャックポットの10％、フォー・オブ・ア・カインド以下フラッシュまでの場合は、それぞれ定額のボーナスが設定されているというスタイルが一般的である。これはもちろん一攫千金のチャンスを提供するものであるが、同時に、いくら高いランクの手ができてもディーラーがクォリファイしないと意味が無くなるという不満に対する保障としても機能している。

## 戦略
ワンペア以上を持つ場合は無条件にRAISEに賭けて良いが、ペアが無い場合の判断は、ディーラーが見せる1枚によって状況が大きく異なり、最適な戦略の判断はたいへん複雑である。ただ、最低でもディーラーのクォリファイハンドであるA/K以上の手を持たずにRAISEに賭けることは、無謀である。英語版ウィキペディアでは、「A/K/J/8/3」でRAISEに賭ける時に、ハウスエッジは5.316%となり、最適戦略時の5.224%に極めて近いとしている。